# 新里町高泉
新里町高泉（にいさとちょうたかいずみ）は、群馬県桐生市の町名である。郵便番号は376-0135。

## 概要
桐生市の西部、新里町の北部に位置する。旧新里村高泉にあたり、新里町赤城山・板橋・関・大久保・奥沢・上鶴ケ谷とともに桐生市第十九区に属する。
東北部はみどり市大間々町下神梅に、東部は新里町奥沢に、南部は新里町大久保に、西南部は新里町関に、西部は新里町板橋に、北部は新里町赤城山にそれぞれ接する。
群馬県道333号上神梅大胡線が通じている。地域の北部は別荘地やゴルフ場となっている。

## 世帯数と人口
2022年（令和4年）1月31日現在の世帯数と人口は以下の通りである。
| 町丁       | 世帯数 | 人口  |
| ---------- | ------ | ----- |
| 新里町高泉 | 74世帯 | 158人 |

## 小・中学校の学区
市立小・中学校に通う場合、学区は以下の通りとなる。
| 番地 | 小学校               | 中学校             |
| ---- | -------------------- | ------------------ |
| 全域 | 桐生市立新里北小学校 | 桐生市立新里中学校 |

## 交通

### 鉄道
町内に鉄道駅はない。

### 道路
- 群馬県道333号上神梅大胡線

## 施設
- 赤城カントリー倶楽部

## 避難所
町内に桐生市から指定された指定緊急避難場所、指定避難所はない。